# Mellan rött och svart
Mellan rött och svart är en roman av Jan Guillou från 2013. Det är den tredje delen i romansviten Det stora århundradet som handlar om 1900-talet.
Boken utspelar sig 1918-1939 främst i Saltsjöbaden och Berlin.